# Kanton Vernon-Nord
Kanton Vernon-Nord (fr. Canton de Vernon-Nord) je francouzský kanton v departementu Eure v regionu Horní Normandie. Skládá se z osmi obcí.

## Obce kantonu
- Chambray
- La Chapelle-Réanville
- Sainte-Colombe-près-Vernon
- Saint-Just
- Saint-Marcel
- Saint-Pierre-d'Autils
- Vernon (severní část)
- Villez-sous-Bailleul